# 香椎秀一
香椎 秀一（かしい しゅういち/ひでかず/ひでいち、1874年2月23日 - 1962年4月13日）は、大正から昭和期の日本陸軍軍人。最終階級は陸軍中将。陸軍中将香椎浩平の兄。

## 経歴
福岡県出身。福岡県立尋常中学修猷館を経て、1895年（明治28年）1月1日に陸軍士官学校（6期）を卒業。同年5月、歩兵少尉任官。1903年（明治36年）11月、陸軍大学校（17期）を卒業。のちドイツ駐在となる。
1914年（大正3年）8月、大分連隊区司令官に就任。1915年（大正4年）8月、歩兵大佐に昇進し、同年9月21日、歩兵第61連隊長となる。1917年（大正6年）4月5日に関東都督府（後の関東軍）高級参謀に転じた。翌年シベリア出兵に参加。1919年（大正8年）6月28日、陸軍少将に進級し浦塩派遣軍作戦課長となる。
1920年（大正9年）10月28日、歩兵第33旅団長に就任。1922年（大正11年）5月10日、第10師団司令部付に発令。1924年（大正13年）2月4日、陸軍中将に進み由良要塞司令官となる。1926年（大正15年）3月2日に待命、同月22日、予備役編入となった。
1947年（昭和22年）11月28日、公職追放仮指定を受けた。

## 栄典
位階
- 1895年（明治28年）11月15日 - 正八位[2]
- 1897年（明治30年）12月15日 - 従七位[3]
- 1919年（大正8年）7月31日 - 正五位[4]
- 1924年（大正13年）3月29日 - 従四位[5]

勲章等
- 1940年（昭和15年）8月15日 - 紀元二千六百年祝典記念章[6]